# Alan Paton

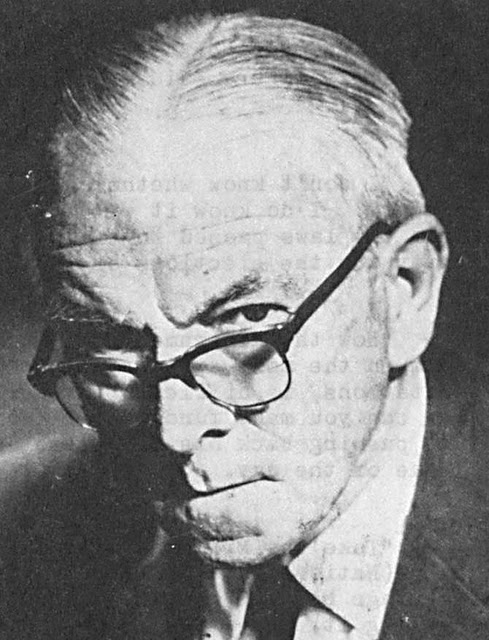
Alan Paton.

Alan Paton, född 11 januari 1903 i Pietermaritzburg, KwaZulu-Natal (dåv. Natal), död 12 april 1988 i Botha's Hill, KwaZulu-Natal, var en sydafrikansk författare och liberal politiker.

## Biografi
Patons roman Cry, the Beloved Country (1948; På lösan sand) gjorde honom internationellt känd och väckte omvärldens uppmärksamhet på rasdiskrimineringen i hans hemland. Den utgjorde underlag för musikalen Lost in the stars av dramatikern Maxwell Anderson med musik av Kurt Weill.
År 1953 grundade han Liberal Party, som motsatte sig apartheid. Partiet förbjöds 1968 och Paton trakasserades av de sydafrikanska myndigheterna. Bland annat konfiskerades hans pass när han återkom från en resa till New York 1960, där han hade fått motta priset Freedom Award.
Patons författarkollega Laurens van der Post, som hade flyttat till England på 1930-talet, hjälpte Paton på många sätt. Van der Post visste att den sydafrikanska hemliga polisen var medveten om att han betalade pengar till Paton, men kunde inte stoppa det med rättsliga förfaranden. Paton själv framförde fredliga  protester mot apartheid, liksom många andra i partiet.
Paton var även en av grundarna av South African Institute of Race Relations.
Bland hans övriga böcker märks romanen Too Late the Phalarope (1953; Järnhård är lagen) och den självbiografiska Toward the Mountain (1980; Mot berget).
Efter sin pensionering flyttade Paton till Botha's Hill, där han bodde fram till sin död. Han hedras med ett minnesmärke vid Hall of Freedom av Liberal International organisation.